# George Leveson-Gower, 1.º Duque de Sutherland
George Granville Leveson-Gower, 1.º Duque de Sutherland (9 de janeiro de 1758 – 19 de julho de 1833), conhecido como Visconde Trentham de 1758 a 1786, como Conde Gower de 1786 a 1803 e como Marquês de Stafford de 1803 a 1833, foi um político, diplomata, proprietário de terras e patrono das artes inglês, membro da família Leveson-Gower. Durante a última parte da sua vida, foi o homem mais rico da Grã-Bretanha.
Ele continua a ser uma figura controversa devido ao seu papel nas Expulsões das Terras Altas da Escócia.

## Infância e educação
Sutherland era o filho mais velho de Granville Leveson-Gower, 1.º Marquês de Stafford, fruto do seu segundo casamento com Louisa, filha de Scroop Egerton, 1.º Duque de Bridgwater. Granville Leveson-Gower, 1.º Conde Granville era o seu meio-irmão. Foi educado na Westminster e no Christ Church, Oxford, onde se formou com um mestrado em artes em 1777.

## Carreira política inicial
Sutherland foi membro do Parlamento por Newcastle-under-Lyme de 1779 a 1784 e por Staffordshire de 1787 a 1799. Nesse último ano, foi convocado para a Câmara dos Lordes através de um writ of acceleration no título subsidiário do seu pai, Barão Gower.  

## Embaixador durante a Revolução Francesa
Entre 1790 e 1792, serviu como Embaixador na França. Gower foi nomeado para o cargo em Paris em junho de 1790, aos 32 anos. Como Luís XVI estava sob prisão domiciliar no Palácio das Tulherias, Gower não pôde tornar-se "um ornamento em Versalhes", ou seja, não teve acesso direto à família real. Além disso, tinha pouca experiência diplomática e estava mal preparado para lidar com a complexidade da Revolução Francesa, não sendo mais competente do que seu antecessor, o Duque de Dorset.  
A principal responsabilidade de Gower em Paris era relatar os acontecimentos da corte francesa à Grã-Bretanha, ainda que fossem triviais. Embora tenha mencionado alguns "distúrbios populares", demonstrou pouco entendimento do contexto político mais amplo. Em 10 de agosto de 1792, uma insurreição liderada pela recém-estabelecida Commune Revolucionária de Paris (1789–1795) forçou a família real a abandonar as Tulherias e, três dias depois, Luís XVI foi preso e encarcerado na fortaleza do Templo. Em protesto, a Grã-Bretanha rompeu as relações diplomáticas com a França, o que levou ao encerramento da embaixada britânica e ao fim das operações de inteligência conduzidas a partir dela. Como consequência, o embaixador foi substituído pelo Capitão George Monro, afastando Gower da diplomacia francesa.

## Carreira política posterior

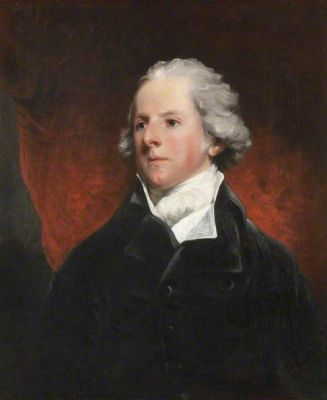
Retrato de George Leveson-Gower por Thomas Lawrence, 1800

Após o seu regresso à Grã-Bretanha, recusou os cargos de Lorde Mordomo da Casa Real e de Lorde Tenente da Irlanda. No entanto, em 1799, aceitou o cargo de Co-Diretor-Geral dos Correios, que manteve até 1801. Sutherland desempenhou um papel crucial na queda do governo de Henry Addington em 1804, após o que mudou a sua filiação política do partido Tory para os Whigs.
Depois de 1807, teve pouca participação na política, embora, já no final da vida, tenha apoiado a Emancipação Católica e a Lei da Reforma de 1832.  
Em 20 de setembro de 1794, Gower foi nomeado Coronel do novo Regimento de Cavalaria de Staffordshire, comandando pessoalmente a Tropa de Newcastle-under-Lyme. Retirou-se do comando em janeiro de 1800.
Sutherland também ocupou os cargos honorários de Lorde Tenente de Staffordshire de 1799 a 1801 e de Lorde Tenente de Sutherland de 1794 a 1830. Foi investido como Conselheiro Privado de Sua Majestade em 1790, como Cavaleiro da Ordem da Jarreteira em 1806, e foi criado Duque de Sutherland em 28 de janeiro de 1833.  
Em 1831, então Marquês de Stafford, serviu como tesoureiro anual do Hospital Salop em Shrewsbury.

## Riqueza

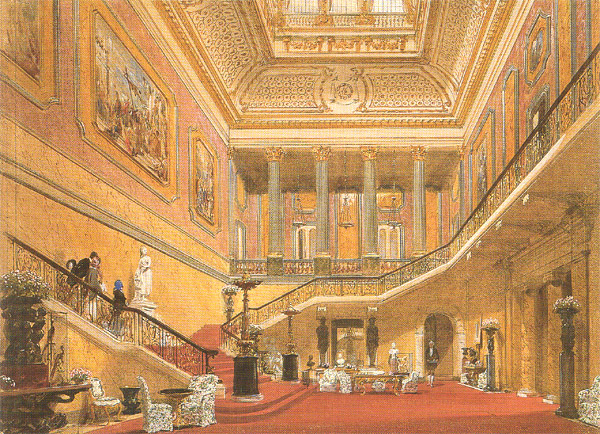
Lancaster House (anteriormente chamada Stafford House)

A família Leveson-Gower possuía vastas terras em Staffordshire, Shropshire e Yorkshire. Em 1803, Sutherland herdou também as extensas propriedades do seu tio materno, Francis Egerton, 3.º Duque de Bridgewater, incluindo o Canal de Bridgewater e uma valiosa coleção de arte, que continha grande parte da Coleção Orleães. Tanto Gower quanto o seu tio tinham feito parte do consórcio que trouxe essa coleção para Londres para posterior dispersão.  
De acordo com o testamento do Duque de Bridgewater, estas propriedades passariam, após a morte do 1.º Duque de Sutherland, para o seu terceiro filho, Lorde Francis Leveson-Gower. Esta herança conferiu-lhe uma imensa riqueza, tornando-o possivelmente o homem mais rico do século XIX, ultrapassando até Nathan Rothschild.  
O valor exato da sua fortuna à data da sua morte é desconhecido, sendo simplesmente classificado como "valor máximo". Foi descrito por Charles Greville como um "leviatã da riqueza" e "...o indivíduo mais rico que já faleceu". Após a morte do Duque de Iorque em 1827, adquiriu a concessão de Stafford House (atualmente Lancaster House), que se tornou a residência londrina dos Duques de Sutherland até 1912.

## Desenvolvimento de Sutherland e as Expulsões nas Terras Altas
Sutherland e a sua esposa permanecem figuras controversas devido ao seu papel na realização das Expulsões nas Terras Altas, durante as quais milhares de arrendatários foram despejados e reassentados em pequenas propriedades costeiras como parte de um programa de melhorias. As maiores expulsões em Sutherland ocorreram entre 1811 e 1820. Em 1811, o Parlamento aprovou uma lei que cobria metade das despesas da construção de estradas no norte da Escócia, desde que os proprietários custeassem a outra metade. No ano seguinte, Sutherland iniciou a construção de estradas e pontes no condado, onde até então praticamente não existiam infraestruturas.
Chocado com as más condições de vida dos seus arrendatários e influenciado pelas teorias sociais e económicas da época, bem como após extensas consultas sobre o assunto, ele e a sua esposa, Elizabeth Leveson-Gower, Duquesa de Sutherland, a quem havia sido delegado grande parte da supervisão da propriedade, convenceram-se de que a agricultura de subsistência no interior de Sutherland não era sustentável a longo prazo. Arrendar terras para grandes explorações ovinas permitiria rendas muito mais elevadas, proporcionando assim um rendimento muito superior para a propriedade.
A administração da propriedade de Sutherland já tinha planos de despejo há vários anos, tendo ocorrido algumas expulsões em 1772, quando Lady Sutherland ainda era criança. No entanto, a falta de fundos impediu a implementação de despejos em maior escala, situação que se manteve após o seu casamento com Leveson-Gower. Só quando este herdou a vasta fortuna do Duque de Bridgewater foi possível avançar com os planos, e Leveson-Gower não hesitou em investir grandes somas na transformação da propriedade de Sutherland.
Embora incomum para a época, grande parte da gestão da propriedade foi delegada a Lady Sutherland, que demonstrava um grande interesse pelo estado das suas terras. Passava a maioria dos verões no Castelo de Dunrobin e mantinha uma correspondência contínua com o factor e James Loch, o administrador da propriedade de Stafford.
A primeira grande onda de despejos envolveu a realocação de habitantes de Assynt para aldeias costeiras, com o plano de que os agricultores passassem a dedicar-se à pesca. O despejo seguinte, no Vale de Kildonan em 1813, encontrou forte resistência, levando a um confronto de seis semanas que terminou com a intervenção do exército e algumas concessões por parte da propriedade aos despejados.
Em 1814, um dos administradores da propriedade, Patrick Sellar, supervisionava despejos em Strathnaver quando as vigas do telhado de uma casa foram incendiadas para impedir que os desalojados voltassem a ocupá-la. Alegadamente, uma idosa acamada ainda estava dentro da casa quando o fogo começou. Embora tenha sido resgatada, morreu seis dias depois.
O procurador local, Robert Mackid, inimigo de Sellar, começou a recolher depoimentos para processá-lo. O caso foi a julgamento em 1816, mas Sellar foi absolvido.

## Monumentos

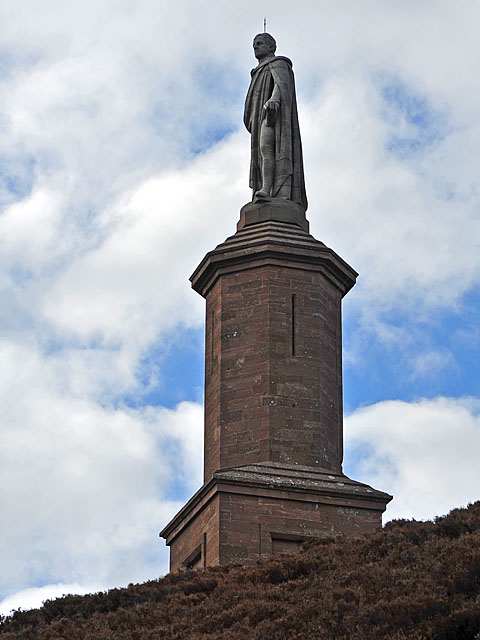
Monumento ao Primeiro Duque de Sutherland em Ben Bhraggie, perto de Golspie.

Existe um monumento a Leveson-Gower em Shropshire. O Monumento de Lilleshall, construído em 1833, é um obelisco e uma referência local visível a grande distância, situado no topo da Colina de Lilleshall.

A inscrição na face norte do monumento diz:
"À memória de George Granville Leveson-Gower, K.G., 1.º Duque de Sutherland. O mais justo e generoso dos senhorios. Este monumento é erigido pelos ocupantes das suas quintas em Shropshire como um testemunho público de que ele desceu à sepultura com as bênçãos dos seus arrendatários e deixou, nas suas propriedades, a melhor herança que um cavalheiro inglês pode legar ao seu filho: homens prontos para apoiar a sua casa, de corpo e alma."
Outro monumento foi erguido na propriedade de Trentham Gardens, Trentham, Staffordshire. Esta colossal estátua, projetada por Winks e esculpida por Sir Francis Leggatt Chantrey, ergue-se sobre uma coluna de pedra em pedestal escalonado. Foi erigida em 1834, por iniciativa do 2.º Duque de Sutherland, um ano após a morte do primeiro duque.
Em 1837, um grande monumento, conhecido localmente como Mannie, foi construído em Ben Bhraggie, perto de Golspie, para comemorar a vida do Duque.
A existência desta estátua tem sido alvo de controvérsia. Em 1994, Sandy Lindsay, antigo vereador do Partido Nacional Escocês, propôs a sua demolição. Posteriormente, sugeriu transferi-la para os jardins do Castelo de Dunrobin e substituí-la por placas explicando a história das Expulsões. No entanto, a estátua continua de pé até aos dias de hoje.

## Casamento e descendência
Sutherland casou-se com Elizabeth Sutherland, 19.ª Condessa de Sutherland, filha de William Sutherland, 18.º Conde de Sutherland, e de Mary Maxwell, a 4 de setembro de 1785. O casal teve quatro filhos que atingiram a idade adulta:
- George Sutherland-Leveson-Gower, 2.º Duque de Sutherland (11 de agosto de 1786 – 27 de fevereiro de 1861);
- Charlotte Sophia Leveson-Gower (c. 1788 – 7 de julho de 1870), casou-se com Henry Fitzalan-Howard, 13.º Duque de Norfolk e teve descendência;
- Elizabeth Mary Leveson-Gower (1797–1891), casou-se com Richard Grosvenor, 2.º Marquês de Westminster e teve descendência.
- Francis Leveson-Gower (mais tarde Egerton), 1.º Conde de Ellesmere (1 de janeiro de 1800 – 18 de fevereiro de 1857).

## Morte
Onze anos após ter sido debilitado por um acidente vascular cerebral, Sutherland faleceu no Castelo de Dunrobin, em julho de 1833, aos 75 anos, sendo sepultado na Catedral de Dornoch. Foi sucedido pelo seu filho mais velho, George.
A Duquesa de Sutherland faleceu em janeiro de 1839, aos 73 anos, sendo igualmente sucedida pelo seu filho mais velho, George.
A propriedade de Bridgewater foi transmitida em fideicomisso, de acordo com o testamento do Duque de Bridgewater, ao terceiro filho do casal, Francis.